# Dům Jože Plečnika
Dům Jože Plečnika je vlastní obytný dům architekta Jože Plečnika ve slovinském městě Lublaň v místní části Trnovo v sousedství rozlehlé zahrady farního kostela sv. Jana Křtitele. Je zapsán v katalogu moderní architektury mezinárodní organizace Iconic Houses, která sdružuje mimořádná díla světových architektů, architektonicky významné domy, domy umělců a ateliéry z 20. století přístupné veřejnosti jako domovní muzea.

## Historie
Architekt Plečnik měl původně svůj ateliér ve dvou vesnických domech na okraji města za potokem Gradaščica ve čtvrti Trnovo. Později k nim dokoupil třetí starý dům s rozlehlou zahradou, ve které postavil nový dům s ateliérem a žil zde až do své smrti v roce 1957. V domě měl bydlet se svými bratry. V horní kruhové místnosti s dobrou akustikou byl původně uprostřed umístěn klavír pro jednoho z bratrů. Později zde Jože zřídil ateliér pro své spolupracovníky.
Plečnik dal v zahradě postavit cihelnou zeď, která oddělovala sousední parcely. Přemístil sem také  balustrádu z Trojmostí, která byla odstraněna při jeho rekonstrukci. Po smrti Jože Plečnika v roce 1957 se majetku ujal jeho synovec a po jeho smrti nemovitost a veškeré původní vybavení zakoupilo město Lublaň. Poprvé byl dům otevřen veřejnosti jako muzeum v roce 1974.

## Popis
Cihlovou fasádu viditelnou z uliční strany navrhl Plečnik ve 30. letech 20. století s pomocí svého studenta Edvarda Mihevce. Tato fasáda má vložené detaily broušeného kamene z různých období. K hlavnímu vchodu v severní části domu vede od vstupní železné brány cesta dlážděná betonovými panely, které zbyly po výstavbě lublaňského stadionu. Vinná réva a břečťan vysazené podél zdi vytvářejí dojem atria římského domu. Ke vstupním dveřím vede několik schodů. Vstupní veranda byla upravena v roce 1927. Původně ji osvětloval otvor v dřevěné krytině, později upravený na vikýř.
Za vstupem vede domem dlouhá chodba Plečnikovy přístavby, jejíž prostorovou osu uzavírá zimní zahrada na jižní straně postavená v roce 1929. Vstupní místnost zvýrazňuje šest sloupů vytvářejících dojem, že podpírají dřevěný trámový strop.
Odtud se vchází do kuchyně s kamenným rohovým umyvadlem se čtvrtkruhovým motivem. Pro tuto místnost byla navržena dřevěná židle, která má sklápěcí pultík pro skicování (zalomený přesně podle stěny) a úložný prostor v sedáku. Keramická kamna mají zabudovanou možností ohřevu vody na čaj. Plečnik, vášnivý kuřák a konzument turecké kávy, dotvářel tyto kuchyňské a kuřácké potřeby. V koupelně je kotel na ohřev vody (ve své době novinka) a dřevěná skříň podobná návrhu do kostela v Šišce. Z horní kruhové místnosti, pracovny, se vstupuje na balkon s výhledem do zahrady. Místnost zdobí vysoká válcová cihlová pec. Pod čtyřmi okny směřujícími na západ jsou zásuvky a police na knihy. Zde je také umístěn sádrový model s regulací Chotkovy ulice v Praze.
Plečnik přijímal své vzácné hosty v malé místnosti, jejíž stěny jsou po strop pokryty borovým obložením, také většina nábytku a vnitřního vybavení je vyrobena z borového dřeva; tento nábytek navrhl Plečnik v letech 1927–1928.